# Grupo Folclórico Ucraniano Solovey
El Grupo Folclórico Ucraniano Solovey es una asociación cultural sin fines de lucro de la ciudad de Canoas, en Brasil.
Pertenece a la Parroquia de la Santísima Trinidad de la iglesia ortodoxa ucraniana. Cuenta con 50 miembros entre bailarines, cantantes, profesores y equipo de apoyo que se dividen en 3 grupos: infantiles, juveniles y adultos.
A diferencia de los cuerpos de ballet de otras comunidades, una particularidad destacada entre los ucranianos es que casi todos sus ballets están vinculados y administrados por las iglesias. Esta organización se percibe como la forma más adecuada de mantenerlos, evitando la influencia de intereses particulares. En cada festividad o evento religioso, cívico o político, los integrantes del ballet participan vistiendo trajes tradicionales y portando estandartes que reflejan su afiliación.
En idioma ucraniano, Solovey (Соловей) hace referencia al pájaro ruiseñor común, que en la cultura ucraniana es un símbolo poético que representa la libertad, la alegría y la belleza de la naturaleza. Su uso es común en canciones folclóricas y en la literatura.
El grupo forma parte de la Representación Central Ucraniano-Brasileira, una organización sin fines de lucro que nuclea a diversas asociaciones de la diáspora ucraniana en Brasil.
Tuvieron a su cargo la organización de tres ediciones del Festival Nacional de Danzas Ucranianas en los años 2000, 2005 y 2015.

## Historia
Si bien el Grupo Folclórico Ucraniano Solovey existe desde la década de 1980, fue fundado oficialmente el 15 de septiembre de 1990 por el Sr. Alexandre Schwec, presidente en ese entonces de la comunidad ucraniana en Canoas, en Rio Grande do Sul.
En 2001, recibió el "Certificado de Reconocimiento" por parte del Gobierno de Ucrania y es considerado el único grupo de Rio Grande do Sul en mantener íntegra la cultura ucraniana. 
En 2002, fueron invitados a participar del V Festival Internacional de Folclore en la ciudad de Olímpia, en el estado de São Paulo. El grupo permaneció allí durante una semana haciendo tres presentaciones diarias y talleres. Durante este año, el grupo también obtuvo el primer lugar en el 8° "Festival Santa Maria em Dança" de la ciudad de Santa María, como mejor Grupo de Folclore y como Mujer Grupo de Festival.
Participan activamente cada año del Festival Nacional de Danzas Ucranianas. Tuvieron a su cargo la organización de este festival en la ciudad de Porto Alegre en los años 2000, 2005 y 2015. El objetivo del mismo es preservar las tradiciones culturales y fomentar la integración entre los grupos folclóricos. Este festival es apoyado por la Asociación de la Juventud Ucraniano-Brasileña.
En sus primeras ocho ediciones, el evento se llamó Festival Nacional de Danza Ucraniana Hopak, ya que todos los grupos presentaban esta danza emblemática. A partir de 2002, pasó a denominarse Festival Nacional de Danzas Ucranianas, permitiendo que cada grupo presente diferentes danzas representativas de diversas regiones de Ucrania, ofreciendo un espectáculo variado y culturalmente enriquecedor.